# Дохунда (фильм, 1936)
«Дохунда» — советская чёрно-белая драма 1936 года режиссёра Льва Кулешова по одноимённому роману Садриддина Айни. Сценарий к фильму написал Осип Брик. Картина не была закончена. В 2012 году историк кино Николай Изволов предпринял попытку воссоздания фильма по оставшимся материалам.

## Сюжет
Фильм рассказывает о судьбе бесправного батрака Ёдгора по прозвищу Дохунда («нищий»), ставшего активным строителем новой жизни в советском Таджикистане.

## В ролях
- Сергей Комаров — Азим-Шах
- Камиль Ярматов — Ёдгор Дохунда
- Тася Рахманова — Гюльнара
- Семён Свашенко — Сабир
- Р. Петров — аксакал

## Несостоявшийся дебют
Фильм «Дохунда» был полностью отснят, однако фильм было решено показать несмонтированным. Таджикской общественности были представлены несмонтированные и повторяющиеся кадры, причём на русском языке, хотя перед самим показом было объявлено, что фильм полностью завершён и готов к премьерному показу. 
«Это вызвало бурную волну возмущения, в результате фильм был запрещён, фильм был смыт, фильм исчез. Фильм, который так и не был доведён до конца, до финала, даже перестал существовать в своих фрагментах», — рассказывает историк кино Максим Павлов.

## Восстановление фильма
Несмотря на то, что фильм так и не был завершён, остались многочисленные архивные фотографии со съёмок фильма.
В 2012 году историк кино Николай Изволов, завотделом истории кино НИИ киноискусства, предпринял попытку создать фотофильм-воспоминание о том, какой могла быть картина «Дохунда» 1936 года.
В основе работы — архивные фотографии со съёмок фильма, а также восстановленные фрагменты сценария Осипа Брика.
19 июля 2019 года в Третьяковской галерее в Москве состоялся показ фотофильма.
На V международном кинофестивале «Дидор» Николай Изволов был награждён Специальным призом кинокритиков Таджикистана за компьютерную реконструкцию художественного фильма «Дохунда».